# ستيوارت شابيرو
ستيوارت شابيرو (بالإنجليزية: Stewart Shapiro)‏ هو فيلسوف وأستاذ جامعي أمريكي، ولد في 15 يونيو 1951 في الولايات المتحدة.

## وصلات خارجية
- ستيوارت شابيرو على موقع الموسوعة البريطانية (الإنجليزية)